# Разъезд № 3
Разъезд № 3 — поселок при одноименном ж.д. разъезде (ЮУЖД) в Кунашакском районе Челябинской области. Входит в состав Кунашакского сельского поселения.

## География
Расположен в центральной части района, недалеко от поселка находится озеро Кунтуды и Уелги. Расстояние до районного центра, Кунашака, 11 км.

## Население
| 2002 | 2010 |
| ---- | ---- |
| 54   | ↘46  |

(в 1959 — 42, в 1995 — 31)